# Ale Kino+
Ale Kino+ est une chaîne de télévision polonaise appartenant à Canal+ Cyfrowy, filiale du Groupe Canal+.

## Historique
Le 16 avril 1999, le groupe Canal+ Cyfrowy lance Ale Kino!, l'adaptation polonaise de Cinécinéma, aujourd'hui Ciné+.
Le 11 novembre 2011, à l'instar des chaînes de télévision françaises du Groupe Canal+, Ale Kino! devient Ale Kino+ afin de créer un lien plus fort entre la chaîne et le groupe. 
Profitant de son passage en +, la version en Haute Définition de la chaîne est lancée le jour même.

### Identité visuelle (logo)

Logo de Ale Kino! du 16 avril 1999 à 2006
logo de Ale Kino! de 2006 au 11 novembre 2011
Logo de Ale Kino+ depuis le 11 novembre 2011 au 1 septembre 2014
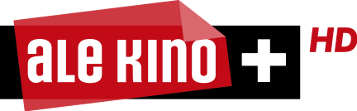
Logo de Ale Kino+ HD du 11 novembre 2011 au 1er septembre 2014
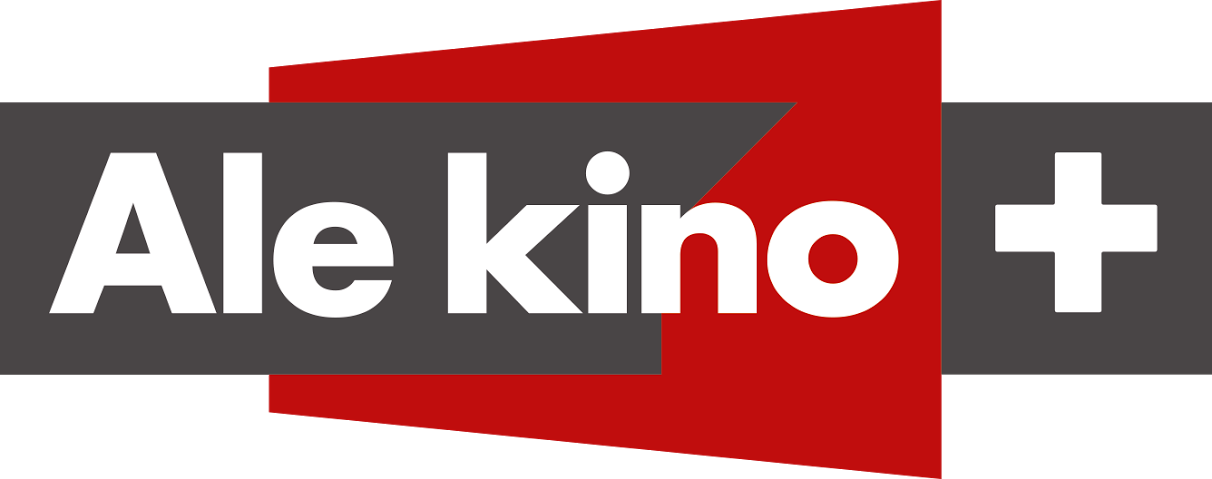
Logo de 1 septembre 2014

## Programmes
La chaîne diffuse exclusivement des films adaptés de partout dans le monde, classiques, des films culte et indépendants.
En plus des films, la chaîne diffuse aussi des interviews et des magazines en rapport aux films.

## Diffusion
La chaîne est disponible via l'opérateur Cyfra+ en qualité standard et en Haute Définition.
Elle est aussi disponible chez divers opérateurs câble tels que UPC Poland et Vectra en qualité standard, la version HD étant exclusive à Cyfra+.